# 401 pr. n. št.

## Smrti
- Kir Mlajši, perzijski princ, general in satrap (* neznano)